# Liste der Monuments historiques in Aubignan
Die Liste der Monuments historiques in Aubignan führt die Monuments historiques in der französischen Gemeinde Aubignan auf.

## Liste der Bauwerke
| Bezeichnung      | Beschreibung | Standort                          | Kennzeichnung | Schutzstatus | Datum | Bild           |
| ---------------- | ------------ | --------------------------------- | ------------- | ------------ | ----- | -------------- |
| Kapelle St-Sixte |              | route de Caromb (Lage)            | PA00081809    | Inscrit      | 1984  | weitere Bilder |
| Kirche           |              | place du Château de Pazzis (Lage) | PA00081810    | Inscrit      | 1970  | weitere Bilder |

## Liste der Objekte
| Bezeichnung                                                                         | Beschreibung                | Standort | Kennzeichnung | Schutzstatus | Datum | Bild |
| ----------------------------------------------------------------------------------- | --------------------------- | -------- | ------------- | ------------ | ----- | ---- |
| Gemälde Der auferstandene Christus, der der Jungfrau und dem hl. Johannes erscheint | Gemälde von Nicolas Mignard | Kirche   | PM84000098    | Classé       | 1908  |      |